# Närgräns
Närgränsen är inom fotografin det kortaste avståndet i meter till ett motiv som kan fotograferas när objektivet skruvas ut och fokuseras utan extra tillbehör. Ett 50 mm normalobjektiv kan i regel fokusera på föremål strax under en meter, ofta 0,45 meter. För kortare avstånd krävs tillbehör såsom försättslinser. Närgränsen för ett visst objektiv mäts från filmplanet eller bildsensorn till motivet.
Ett fixfokusobjektiv har en närgräns på 1,3 meter. Det är fixerat på sådant sätt att även föremål på oändligt avstånd visar en viss tendens att bli suddiga. Detta är en annan form av närgräns där man tar hänsyn till objektivets brännvidd, bländare eller ljusstyrka. Man talar om skärpedjup, vilket är mer korrekt i detta fall. I princip ligger närgränsen för ett fixfokusobjektiv cirka fem meter från filmplanet.